# Torrecilla de la Jara
Torrecilla de la Jara es un municipio y localidad española de la provincia de Toledo, en la comunidad autónoma de Castilla-La Mancha. El término municipal, que incluye también el anejo de La Fresneda de la Jara, tiene una población de 222 habitantes (INE 2024).

## Geografía
Ríos: Sangrera y Pusa. En 2015 tenía una población de 262 habitantes según las cifras oficiales del INE. El pueblo tiene un anejo, La Fresneda de la Jara situado a 11 km de la localidad, con una población de 118 habitantes (INE 2015).

## Historia
La primitiva población dentro del territorio fue ibérica o íbero-celtizada correspondiente al pueblo de los vettones, caracterizados por la llamada cultura de los verracos de la que se conservan testimonios arqueológicos como dos bultos de verracos. El territorio siguió poblado por hispanorromanos, evidenciado por sillares y sepulturas. También se localizan sepulcros rupestres y en el cerro de los Moros, nuevas sepulturas. Todo esto hace suponer que la población permanecía en tiempos de los visigodos y musulmanes. De esta última época puede ser la torrecilla o atalaya de señales que fue el centro del nuevo poblamiento cristiano, ya después de la Reconquista. A finales del siglo XIII debía existir algún pequeño núcleo de población en torno a la torrecilla situada en los alijares, montes y propios de la villa de Talavera.
Hacia mediados del siglo XIX, el lugar tenía contabilizada una población de 199 habitantes. Aparece descrito en el decimoquinto volumen del Diccionario geográfico-estadístico-histórico de España y sus posesiones de Ultramar de Pascual Madoz de la siguiente manera:

TORRECILLA DE ALCAUDETE: l. con ayunt. en la prov. y dióc. de Toledo (12 leg.), part. jud. de Navahermosa (5), aud. terr. de Madrid (21), c. g. de Castilla la Nueva. sit. en el valle de Sangrera cerca del arroyo de este nombre; es de clima frio y húmedo, reinan los vientos S. y N., y se padecen intermitentes: tiene 40 casas; igl. parr. (San Miguel) con curato de primer ascenso y provision ordinaria, á la que es aneja la ald. de Retamoso, y las labranzas de Valdelostrigos, Pilon, Castrejon y la Fresneda; en las inmediaciones, de las vegas de Fresnedoso hay una ermita titulada de Ntra. Sra. del Valle; las aguas potables son crudas y poco sanas. Confina el térm. por N. con el de Talavera de la Reina; E. Navalmoral de Pusa; S. Espinoso del Rey, O. Alcaudete de la Jara, cuyos pueblos distan de 2 á 6 leg. y comprende los citados anejos y labranzas de Andariego y Bañuelo, y mucho monte por toda su estension. Le bañan los arroyos de Sangrera, Castaño y Fresnedoso, que se reunen á 1/4 leg. de la pobl. al sitio de Grajo. El terreno es montuoso casi en su totalidad por el S., y su calidad mediana, y por el N. menos montuoso, habiendo en las inmediaciones terreno claro y desmontado. Los caminos vecinales: el correo se recibe en Navalmoral por los mismos interesados. prod.: trigo, cebada, centeno, garbanzos y uva; se mantiene ganado cabrío, lanar, vacuno y de cerda, y se cria caza de todas clases. ind.: 3 molinos harineros en el Sangrera y uno en Fresnedoso. prol.: 40 vec.m 199 alm. cap. prod.: 397,150 rs. imp.: 10,238. contr.: segun cálculo oficial de la prov. 74'48 por 100.
(Madoz, 1849, pp. 74-75)

Hasta la reforma de la nomenclatura municipal de 1916 el municipio se llamaba simplemente Torrecilla. En dicha fecha su nombre fue modificado por el de Torrecilla de la Jara.

## Administración y política
| Elecciones municipales |      |      |      |
| Partido                | 2011 | 2015 | 2019 |
| PSOE                   | 5    | 4    |      |
| AP / PP                | 2    | 3    | 4    |
| Cs                     |      |      | 1    |
| Total                  | 7    | 7    | 5    |

## Demografía
Cuenta con una población de 222 habitantes (INE 2024).
| Gráfica de evolución demográfica de Torrecilla de la Jara entre 1842 y 2021 |
| |
| Población de derecho según los censos de población del INE Población de hecho según los censos de población del INEEn estos censos se denominaba Torrecilla: 1842, 1857, 1860, 1877, 1887, 1897, 1900 y 1910 Entre el censo de 1930 y el anterior, disminuye el término del municipio porque independiza a 45146 (Retamoso) |

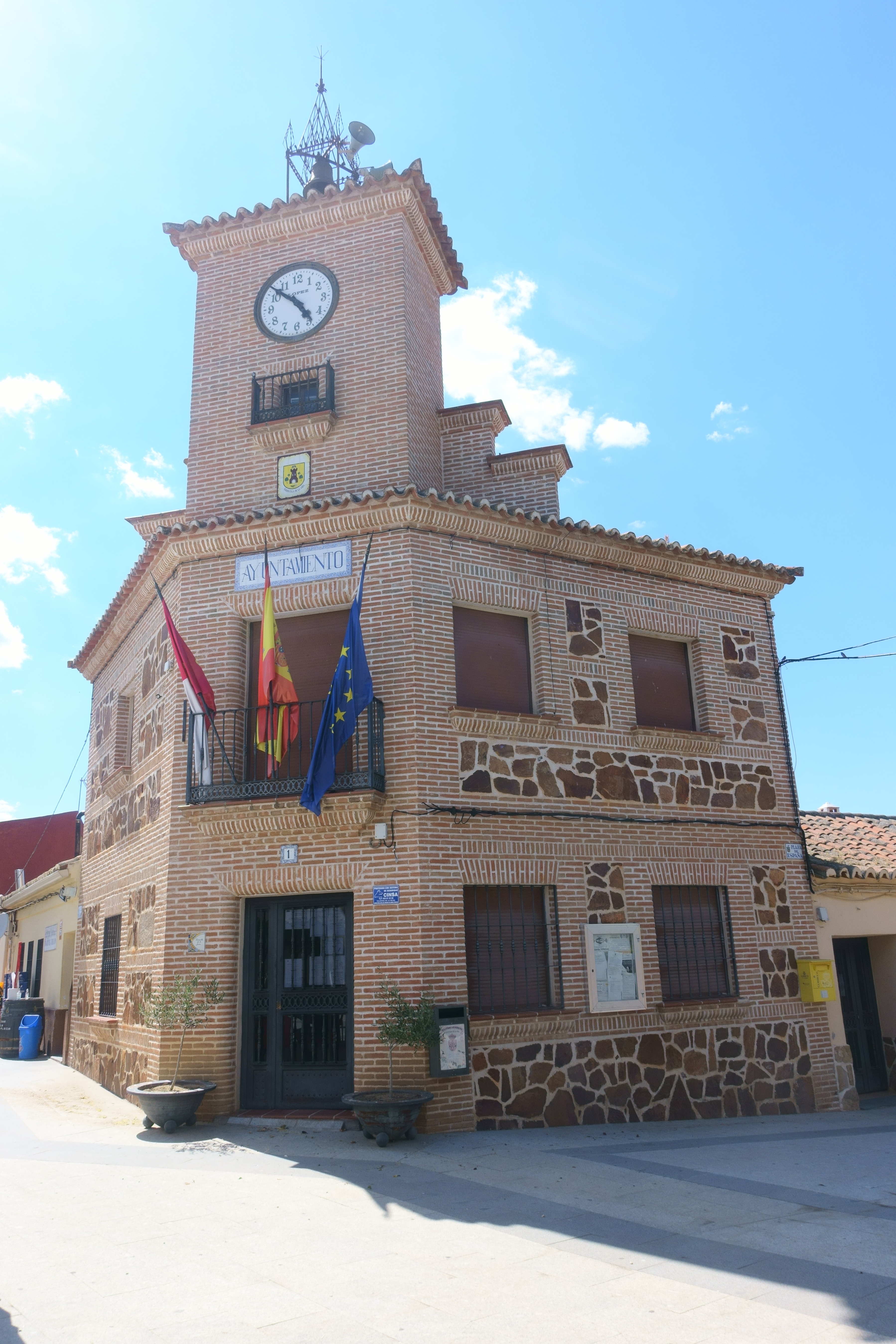
Casa consistorial

En este apartado se indica la evolución de la población de La Fresneda de la Jara y Torrecilla de la Jara.
| 313                       | 286 | 299 | 292 | 301 | 299 | 370 | 334 | 311 | 303 |
| (Fuente: INE [Consultar]) |     |     |     |     |     |     |     |     |     |

NOTA: La cifra de 1996 está referida a 1 de mayo y el resto a 1 de enero.

## Patrimonio
- Iglesia de San Miguel.[1]

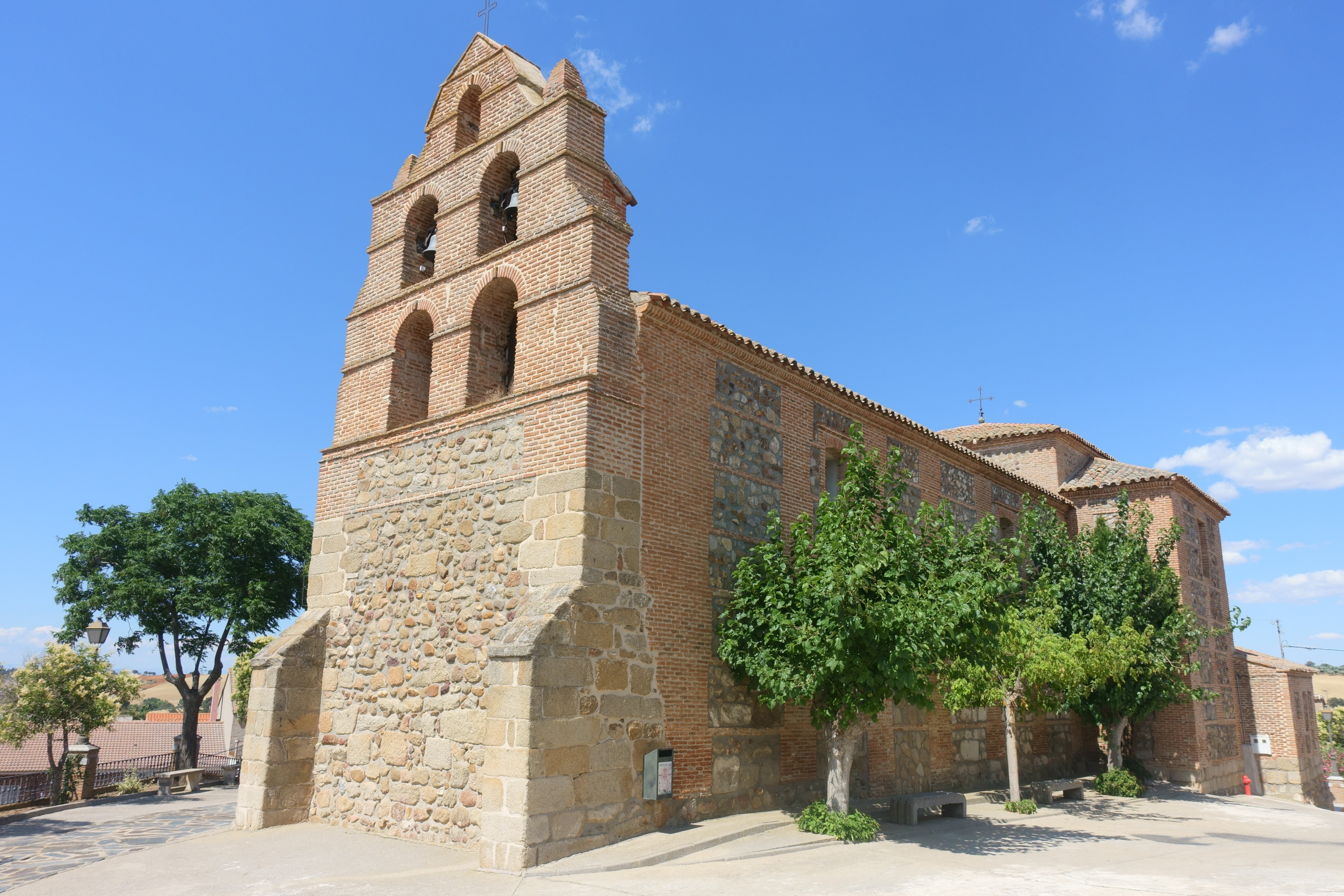
Iglesia de San Miguel

- Ermita de San José Obrero en La Fresneda de la Jara.
- Iglesia de San Lorenzo Justiniano en La Fresneda de la Jara.
- Ermita de la Virgen del Valle.

## Fiestas
- Fiestas solemnes de la Virgen del Carmen el 16 de julio en la Fresneda de la Jara
- El último domingo de agosto, en honor a la Virgen del Valle. Es una romería en la que se realizan pujas por la andas de la Virgen, se baila una antigua danza, el Baile de la Pera, al son del cual se recogen donativos.
- Viernes y primer fin de semana de septiembre. Fiestas patronales de San Lorenzo Justiniano en La Fresneda de la Jara.
- 29 de septiembre. Festividad de San Miguel se realizan hogueras.